# Iola (Kansas)
Iola is een plaats (city) in het zuidoosten van de Amerikaanse staat Kansas. Het stadje is de hoofdplaats van Allen County.
Iola werd in 1859 gesticht en vernoemd naar de vrouw van de landeigenaar die zijn grond voor de bouw van de nieuwe nederzetting verkocht.

## Demografie
Bij de volkstelling in 2000 werd het aantal inwoners vastgesteld op 6302. In 2006 is het aantal inwoners door het United States Census Bureau geschat op 5966, een daling van 336 (-5,3%).

## Geografie
Iola ligt aan de Neosho-rivier. Volgens het United States Census Bureau beslaat de plaats een oppervlakte van 10,9 km², geheel bestaande uit land. Iola ligt op ongeveer 299 meter boven zeeniveau.

## Plaatsen in de nabije omgeving
De onderstaande figuur toont nabijgelegen plaatsen in een straal van 20 km rond Iola.